# Менгеш
Менгеш (словен. Mengeš, нем. Mannsburg) — город и община на севере центральной части Словении. Часть исторической области Гореньска. Расположен примерно в 15 км к северу от столицы страны, города Любляна. Население общины насчитывает 6662 человека; население самого города — 5557 человек. Площадь общины составляет 22,5 км².
Кроме города Менгеш в общине находятся также 3 деревни: Добено, Лока-при-Менгшу и Тополе.

## Известные уроженцы
- Трдина, Янез (1830—1905) — словенский писатель, фольклорист и историк.